# Santa Maria delle Grazie alle Fornaci fuori Porta Cavalleggeri (diaconia)
Santa Maria delle Grazie alle Fornaci fuori Porta Cavalleggeri (in latino: Diaconia Sanctae Mariae de Gratiis ad Fornaces extra Portam Equitum) è una diaconia istituita da papa Giovanni Paolo II il 3 maggio 1985.
Attualmente il titolo è assegnato a Mario Zenari, nunzio apostolico in Siria.
Il titolo cardinalizio insiste sulla chiesa di Santa Maria delle Grazie alle Fornaci nel quartiere Aurelio, sede parrocchiale dal 1828.

## Titolari
- Duraisamy Simon Lourdusamy (25 maggio 1985 - 29 gennaio 1996); titolo pro hac vice (29 gennaio 1996 - 2 giugno 2014 deceduto)
- Mario Zenari, dal 19 novembre 2016